# Поречкіна Лідія Степанівна
Поречкіна Лідія Степанівна (нар. 6 травня 1961, Васильків) — український економіст і менеджер, український політик і громадський діяч, кандидат економічних наук. Заслужений економіст України. Нагороджена орденом княгині Ольги III ступеня.

## Біографія
Українка; мати Клименко Катерина Харитонівна (1936) — пенсіонерка; чоловік Поречкін Олександр Вікторович (1958) — заступник директора компанії «V.Medics»; дочка Наталія (1981); зять Юрій (1981); онук Олександр (2002).
Освіта: Київський інститут легкої промисловість (1979—1985), «Економіка і організація промисловості предметів широкого вжитку»; кандидатська дисертація «Стратегічна маркетингова діяльність на ринку банківських послуг» (Донецький комерційний інститут, 1995).
Хронологія кар'єри:
09.-12.1978 — робітниця, Шполянський цукровий завод.
01.1979-02.1989 — навчальний майстер, старший лаборант, старший інспектор навчального відділу Київського технологічного інституту легкої промисловості.
02.1989-12.1993 — старший економіст, економіст I категорії, провідний інспектор, головний інспектор, начальник відділу, заступник начальника управління АКБ «Україна».
12.1993-06.1998 — директор Інституту банкірів банку «Україна».
06.-07.1998 — начальник управління, заступник голови правління — начальник головного управління ДАК «Хліб України».
07.1998-04.2000 — заступник голови правління, ЗАТ «Еко-Авто-Титан».
13.04.2000-26.06.2001 — голова правління Української державної інноваційної компанії.
02.2002-06.2005 — голова правління ГО «Центр сприяння розвитку особистості».
07.2005-12.2006 — заступник Міністра внутрішніх справ України.
03.2006 кандидат в народні депутати України від Блоку «Наша Україна», (до парламенту не потрапила).
З січня 2007 по листопад 2008 р. — радник Президента України.
У 2008 р. присвоєно Другий Ранг Державного службовця.
З листопада 2008 по липень 2009 р. — заступник Керівника Головної служби з питань діяльності правоохоронних органів[джерело?].
З липня 2009 року — Голова Всеукраїнської громадської організації «Всеукраїнське об'єднання лідерів територіальних громад».